# Anna Elizabeth Zuikerberg
Anna Elizabeth Zuikerberg (Winschoten, 26 januari 1881 – Amsterdam, 14 april 1956) was een Nederlands journalist en feminist. 

## Biografie
Anna Elizabeth Zuikerberg werd geboren op 26 januari 1881 in Winschoten als dochter van Aron Zuikerberg en Elizabeth Wolfsbergen. Ze groeide op in een Joods gezin. Op veertienjarige leeftijd verhuisde ze met haar ouders mee naar Amsterdam. In 1896 werd ze ingeschreven aan de Kweekschool voor Onderwijzers en Onderwijzeressen in die stad. In 1901 zakte ze voor haar examen waardoor ze haar lesbevoegdheid niet behaalde. Datzelfde jaar begon ze als corrector bij het dagblad De Echo voor een salaris van 25 gulden in de maand. Ze hield zich niet alleen bezig met het corrigeren van fouten maar verrichtte ook zetwerk. Daarnaast schreef ze korte artikelen. Na drie maanden proeftijd kreeg ze dan ook een vaste aanstelling en werd haar salaris verdubbeld. Toen  De Echo in 1909 overgenomen werd door het Algemeen Handelsblad, kreeg ze de functie van verslaggever toebedeeld. Ze had het niet makkelijk als vrouwelijk verslaggever. Een voorbeeld hiervan is de notitie die een president van een rechtbank op haar perskaart had laten zetten: ze mocht alleen plaatsnemen aan de perstafel als er geen bezwaar kwam van mannelijke collega's. 
Na 1915 vormde ze met Helene van Meekren de hoofdredactie van De Nederlandsche Dameskroniek, een 'geïllustreerd weekblad voor de ontwikkelde vrouw'. Naast haar werk als verslaggever verrichtte ze enkele andere werkzaamheden. Zo redigeerde ze in 1916 de biografie van Theo Mann-Bouwmeester en werden in 1918 twee door haar bewerkte werken van de schrijver Guy de Maupassant uitgebracht. Ze publiceerde in 1919 de brochure De Amsterdamsche Stadsschouwburg-kwestie. Vanaf 1920 redigeerde ze – wederom met Van Meekren – de zaterdagbijlagen van het Algemeen Handelsblad. Ook publiceerde ze met Van Meekren onder het pseudoniem Annalèn een serie interviews met onder andere schrijvers, hoogleraren en feministen in de zaterdagbijlage.
In 1921 trouwde ze met Willem Holdert, een collega-verslaggever van het Algemeen Handelsblad. Na haar huwelijk bleef ze doorwerken als verslaggeefster. Ze maakte in 1925 onderdeel uit van de commissie die het zilveren jubileum van De Amsterdamse Pers organiseerde. Vervolgens hielp ze in 1928 met de organisatie van de honderdste verjaardag van het Algemeen Handelsblad. In 1931 schreef ze artikelen voor het maandblad Astra en in 1934 hielp ze Esther de Boer-van Rijk met haar memoires. Ook schreef ze in 1938 met Van Meekren een artikel over vrouwen in de journalistiek. Dit ter gelegenheid van het veertigjarige jubileum van Koningin Wilhelmina.   
In de Tweede Wereldoorlog kon ze door blijven werken omdat ze een gemengd huwelijk had, maar haar Joodse collega Van Meekren werd afgevoerd en stierf in 1943 in Sobibór. Na de oorlog werkte ze met Anna Biegel aan de reisindrukken van Anna Hudig. Dit werk is in 1947 uitgegeven in boekvorm onder de titel Drie Anna’s vertellen van Amerika . 
Zuikerberg overleed op 14 april 1956 in Amsterdam. Ze was 75 jaar.

## Publicaties
- Drie Anna’s vertellen van Amerika (1947, met Anna Hudig en Anna Biegel)
- De vrouw in de journalistiek: Huldeblijk aan de H.M. de Koningin van de Amsterdamsche vrouwen, 6 september 1898-1938 (1938, met Helene van Meekren).
- De Amsterdamsche Stadsschouwburg-kwestie. Een overzicht van het over deze kwestie geschrevene (1919).